# Liste estnischer Architekten

## A
- Kalvi Aluve (1929–2009)
- Andres Alver (* 1953)

## B
- Dmitri Bruns (1929–2020)
- Teddy Böckler (1930–2005)
- Karl Burman der Ältere (1882–1965)
- Karl Burman der Jüngere (1914–2001)

## E
- Ado Eigi (1938–2008)

## F
- Ignar Fjuk (* 1953)

## H
- Eugen Habermann (1884–1944)
- Georg Hellat (1870–1943)
- Voldemar Herkel (1929–2019)

## I
- Udo Ivask (1932–2017)

## J
- Erich Jacoby (1885–1941)
- Peep Jänes (* 1936)
- Herbert Voldemar Johanson (1884–1964)

## K
- Veljo Kaasik (* 1938)
- Toivo Kallas (* 1932)
- Raine Karp (* 1939)
- Otto Keppe (1903–1987)
- Ernst Kesa (1910–1994)
- Rudolf Otto von Knüpffer (1831–1900)
- August Komendant (1906–1992)
- Alar Kotli (1904–1963)
- Johann Wilhelm Krause (1757–1828)
- Ernst Kühnert (1885–1961)
- Vilen Künnapu (* 1948)
- Raoul Kurvits (* 1961)
- Nikolai Kusmin (1906–1994)
- Edgar Johan Kuusik (1888–1974)

## L
- Ilmar Laasi (1907–1999)
- Leonhard Lapin (1947–2022)
- Elmar Lohk (1901–1963)
- Rein Luup (* 1943)

## M
- Raivo Mändmaa (* 1950)
- Maire-Helve Männik (1922–2003)
- Miia Masso (* 1940)
- Arnold Matteus (1897–1986)
- Malle Meelak (1929–1997)
- Allan Murdmaa (1934–2009)
- Urmas Muru (* 1961)

## N
- Robert Natus (1890–1950)
- Erika Nõva (1905–1987)
- Aleksander Nürnberg (1890–1964)

## O
- Jüri Okas (* 1950)
- Helmut Oruvee (1923–2007)

## P
- Ain Padrik (* 1947)
- Leila Pärtelpoeg (* 1927)
- Ülo Peil (* 1960)
- Peeter Pere (* 1957)
- Artur Perna (1881–1940)
- Andres Põime (* 1957)
- Valve Pormeister (1922–2002)
- Mart Port (1922–2012)
- Raivo Puusepp (* 1960)

## R
- Toivo Raidmets (* 1955)
- Irina Raud (* 1945)
- Kalle Rõõmus (* 1955)
- Jacques Rosenbaum (1878–1944)

## S
- Eugen Sacharias (1906–2002)
- Henno Sepmann (1925–1985)
- Andres Siim (* 1962)
- Olev Siinmaa (1881–1948)
- Anton Soans (1885–1966)
- Mait Summatavet (* 1938)

## T
- Karl Tarvas (1885–1975)
- Peeter Tarvas (1916–1987)
- Voldemar Tippel (1907–1995)
- Tiit Trummal (* 1954)
- Meeli Truu (* 1946)

## U
- Emil Urbel (* 1959)

## V
- Ell Väärtnõu (* 1939)
- Edgar Velbri (1902–1977)
- Aleksandr Vladovski (1876–1950)
- August Volberg (1896–1983)
- Ike Volkov (* 1951)

## Z
- Rein Zobel (1928–2012)